# 韋禮敦
韋禮敦KCMG（1870年2月6日—1952年12月28日），英國外交官。
生於新加坡，父親是丹麥人，母親是荷蘭人。1890年來華。1908年，與清朝欽差全權大臣西藏查辦事件大臣張蔭棠以及「秉承張大臣訓示，隨同商議」的西藏掌權委員噶布倫汪曲結布簽訂《中英修訂藏印通商章程》。1915年至1916年任英國駐廣州署理總領事。1917年至1918年任成都總領事。1918年至1920年任漢口總領事。1923年至1926年间，任盐务署鹽務稽核總所會辦。1927年任國際聯盟的薩爾委員會主席。1932年退休。1952年，死於英國阿興頓（Ashington）。